# Деспотовић
Деспотовић је српско презиме, настало од речи деспот. Значајни људи са презименом су:
- Вељко Деспотовић (1931–2013), српски дизајнер филмске и телевизијске продукције
- Весна Деспотовић (рођена 1961), српска кошаркашица
- Ђорђе Деспотовић (рођен 1992), српски фудбалер
- Јован Деспотовић (рођен 1952), српски историчар уметности и критичар
- Ранко Деспотовић (рођен 1983), српски фудбалер